# Spreebögen bei Briescht
Spreebögen bei Briescht este o arie protejată (arie specială de conservare — SAC, sit de importanță comunitară — SCI) din Germania întinsă pe o suprafață de 110,38 ha, integral pe uscat.

## Localizare
Centrul sitului Spreebögen bei Briescht este situat la coordonatele 52°06′02″N 14°08′40″E / 52.1006°N 14.1444°E.

## Înființare
Situl Spreebögen bei Briescht a fost declarat sit de importanță comunitară în septembrie 2000 pentru a proteja 9 specii de animale. Situl a fost protejat și ca arie specială de conservare în august 2002.

## Biodiversitate
Situată în ecoregiunea continentală, aria protejată conține 3 habitate naturale: Lacuri eutrofice naturale cu vegetație de tip Magnopotamion sau Hydrocharition, Cursuri de apă de la nivel de câmpie la nivel montan, cu vegetație Ranunculion fluitantis și Callitricho-Batrachion, Pajiști aluvionare inundabile, de Cnidion dubii.
La baza desemnării sitului se află mai multe specii protejate:
- păsări (1): pescăruș albastru (Alcedo atthis)
- mamifere (1): vidră de râu (Lutra lutra)
- nevertebrate (3): libelule (Leucorrhinia pectoralis), Ophiogomphus cecilia, Unio crassus
- pești (4): avat (Aspius aspius), zvârluga (Cobitis taenia), țipar (Misgurnus fossilis), boarță (Rhodeus sericeus amarus)

Pe lângă speciile protejate, pe teritoriul sitului au mai fost identificate 26 de specii de plante, 2 specii de mamifere.